# Brilliant (website)
Brilliant.org é uma empresa americana com fins lucrativos e comunidade associada que apresenta problemas e cursos de matemática, física, finanças quantitativas e ciência da computação. Opera através de um modelo de negócios freemium. 

## História
A Brilliant foi fundada em 2012.  No Festival de Lançamento em março de 2013, a CEO e cofundadora Sue Khim apresentou a ideia da Brilliant, chamando a atenção do capitalista de risco Chamath Palihapitiya.   Em maio de 2013, Khim delineou ainda mais a visão da Brilliant no TEDx. 
Em julho de 2017, o site tinha mais de 4 milhões de usuários registrados e, em abril de 2019, a empresa atingiu uma avaliação de US$50 milhões.   

## Recepção
A Brilliant tem mais de 60 cursos em matemática, ciências, ciência da computação e finanças quantitativas. Um aplicativo móvel pago está disponível com os recursos adicionais de cursos para download, que podem ser usados off-line. A Brilliant também foi notada em várias publicações por seu sucesso na identificação de jovens matemáticos e cientistas promissores em todo o mundo, muitos dos quais não teriam sido identificados ou teriam a chance de desenvolver todo o seu potencial de outra forma.  Exemplos comumente citados incluem Farrell Wu das Filipinas,   Dylan Toh de Cingapura,   e Phoebe Cai dos Estados Unidos.  
A Brilliant contribui regularmente com quebra-cabeças de matemática e ciências para publicações como The New York Times, The Guardian e FiveThirtyEight.      A Brilliant também foi citada pelo The Atlantic como um catalisador da "revolução da matemática" - um aumento no número de adolescentes americanos que se destacam em matemática. 
Em 2013, a cofundadora e CEO da Brilliant, Sue Khim, foi listada entre os 30 abaixo de 30 da Forbes na categoria Educação por seu trabalho em Brilliant. 

## Produtos
A Brilliant oferece cursos guiados baseados em resolução de problemas em matemática, ciências e engenharia, com base em pesquisas da National Science Foundation que apoiam o aprendizado ativo. 
Além disso, a Brilliant publica problemas desafiadores em matemática e ciências a cada semana a partir de problemas escritos por membros de sua comunidade.  A Brilliant também mantém um wiki interativo de matemática e ciências escrito pela comunidade. Em 2016, o The Atlantic informou que “algumas das empresas mais reconhecidas do setor de tecnologia prospectam regularmente” no Brilliant. 